# (26275) Jefsoulier
(26275) Jefsoulier est un astéroïde de la ceinture principale.

## Description
(26275) Jefsoulier est un astéroïde de la ceinture principale. Il fut découvert le 16 septembre 1998 à Caussols par le programme ODAS. Il présente une orbite caractérisée par un demi-grand axe de 2,53 UA, une excentricité de 0,11 et une inclinaison de 7,1° par rapport à l'écliptique.

## Compléments